# О социальной службе (закон, Швеция)
Закон «О социальной службе» в Швеции (socialtjänstlagen, SoL)  — это рамочный закон, который перечисляет и регулирует услуги, предоставляемые муниципальной социальной службой. Например, помощь для пожилых, людей с инвалидностью, лечение алко- и наркозависимости, а также социальная защита детей. Он действует с 1982 года.
В Швеции, в частности, опека над нуждающимися в ней детьми считается социальной помощью. При этом исследователи отмечают важность семьи в законодательстве Швеции: целью опеки является создание условий, при которых ребенок сможет вернуться в родную семью при первой возможности.

## Защита прав детей

### Обязанности муниципальных социальных служб
Закон «О социальной службе» определяет, что все касающиеся ребенка решения должны приниматься исключительно в интересах самого ребенка. Под детьми закон подразумевает лиц, не достигших 18-летнего возраста (SoL, Кар.1 2§).
Согласно закону, муниципальная социальная служба обязана работать над обеспечением нормальных условий для детей и молодежи; в тесном сотрудничестве с семьями способствовать их личному физическому и социальному развитию; активно противодействовать алко-, нарко-, допинговой и игровой зависимости среди молодежи.
Также соцслужбы должны следить, чтобы несовершеннолетние не находились в опасном окружении. Социальные работники обязаны тесно сотрудничать с родителями для обеспечения всей необходимой защиты и поддержки детей и молодежи из группы риска. В интересах ребенка могут предоставляться опека и воспитание вне дома. (SoL, Кар.5 1§)

### Взятие под опеку
Закон обязывает сотрудников учреждений, работающих с детьми, немедленно сообщать социальной службе, если они узнают или подозревают, что несовершеннолетний подвергается насилию (SoL, Кар.14).
Получив подобный сигнал, социальная служба должна сразу же оценить, не нуждается ли ребенок в неотложной защите. После этого у нее есть 14 дней на принятие решения о начале расследования (SoL, Кар.11 1a §). За исключением особых случаев, оно должно быть завершено на протяжении четырех месяцев. По закону расследование проводится без лишних неудобств и с привлечением экспертов в случае необходимости. Заинтересованные лица должны быть проинформированы о ведущемся расследовании (SoL, Кар.11 2 §).
Если оказывается, что несовершеннолетний нуждается в опеке вне дома, необходимо разработать план предоставления такой опеки (SoL 3 §). С 2013 года социальные работники обязаны учитывать мнение ребенка (настолько, насколько он способен его высказать). Если только ребенку не грозит прямая опасность, любые решения принимаются по согласованию с родителями и должны учитывать интересы всех сторон.
Если ребенок в результате берется под опеку, соцслужба в первую очередь должна рассмотреть вариант проживания ребенка у его родственников, руководствуясь при этом интересами несовершеннолетнего. Новое место жительства ребенка должно отвечать его потребностям (SoL, Кар.6). Конечной целью опеки является возвращение ребенка в родную семью к биологическим родителям как можно скорее.
С патронажной семьей или учреждением, которое принимает ребенка, социальная служба заключает договор. В нем обозначаются обязанности нового дома по защите и поддержке ребенка. Служба также обеспечивает специальную подготовку и сопровождение людей, оказывающих эти услуги. За размещенным вне дома ребенком закрепляется сотрудник социальной службы, который поддерживает с ним контакт. Соцслужба тщательно отслеживает качество опеки, предоставляемой ребенку, его регулярно проведывают, общаются с ним и с новыми опекунами (SoL, Кар.6).
Каждые полгода социальная служба обязана пересматривать свое решение об опеке, чтобы определить, продолжает ли ребенок в ней нуждаться. (SoL, Кар.6).
Особое значение в деятельности службы принадлежит общественности. Решения принимаются по рекомендации социальных работников коллегией авторитетных граждан; такие же влиятельные в своем населенном пункте жители входят в состав суда первой инстанции.